# Carl Pettersson (Golfspieler)
Carl Pettersson (* 29. August 1977 in Göteborg) ist ein schwedischer Profigolfer, der hauptsächlich auf der nordamerikanischen PGA TOUR spielt.

## Amateurkarriere
Sein Vater war international tätiger Manager eines europäischen Automobilkonzerns, und so verbrachte Carl seine Jugend in England und später in den USA, wo er letztlich die North Carolina State University besuchte. Als Amateur gewann er vier Turniere in den USA, bevor er im Jahre 2000 bei der European Amateur Individual Championship siegreich war.

## Berufskarriere
Im September 2000 wurde Pettersson Berufsgolfer und qualifizierte sich für die European Tour, die er 2001 und 2002 bespielte. Er gewann 2002 die Algarve Open de Portugal und erreichte in dieser Saison weitere sieben Top-10-Platzierungen. Ende 2002 absolvierte Pettersson erfolgreich die Q-School für die PGA TOUR und ist seither zum überwiegenden Teil in dieser Turnierserie tätig. Seinen ersten PGA Tour Titel holte er sich 2005 bei der Chrysler Championship, womit Pettersson der dritte Schwede, nach Jesper Parnevik und Gabriel Hjertstedt, war, der ein PGA TOUR Event gewinnen konnte. 2006 gelang es ihm auch, das angesehene Memorial Tournament im Muirfield Village Golf Club für sich zu entscheiden, allgemein bekannt als das Turnier von Jack Nicklaus und zum sogenannten Legend Slam (dazu gehören noch die Turniere von Ben Hogan, Byron Nelson und Arnold Palmer) zählend. Nach weiteren Siegen konnte Pettersson bei der RBC Heritage im April 2012 den fünften Titel auf der PGA Tour erringen und ist gemeinsam mit Jesper Parnevik der erfolgreichste Schwede der Turnierserie.
In der Golfweltrangliste rangierte der Schwede jahrelang unter den Top 50, was ihm Startberechtigungen bei den Majors und den hochdotierten WGC-Events (World-Golf-Championships-Turnierserie) einbrachte.
Carl Pettersson ist seit 2003 verheiratet, hat eine Tochter und lebt in Raleigh, North Carolina.

## Turniersiege
- 2002 Algarve Open de Portugal (European Tour)
- 2005 Chrysler Championship (PGA Tour)
- 2006 The Memorial Tournament (PGA Tour)
- 2008 Wyndham Championship (PGA Tour)
- 2010 RBC Canadian Open (PGA Tour)
- 2012 RBC Heritage (PGA Tour)

## Resultate bei Major Championships
| Tournament        | 2002 | 2003 | 2004 | 2005 | 2006 | 2007 | 2008 | 2009 | 2010 | 2011 | 2012 | 2013 | 2014 | 2015 |
| ----------------- | ---- | ---- | ---- | ---- | ---- | ---- | ---- | ---- | ---- | ---- | ---- | ---- | ---- | ---- |
| Masters           | DNP  | DNP  | DNP  | DNP  | T27  | T52  | DNP  | CUT  | DNP  | CUT  | DNP  | 61   | DNP  | DNP  |
| US Open           | DNP  | DNP  | DNP  | CUT  | CUT  | T17  | T6   | T36  | DNP  | DNP  | CUT  | T41  | DNP  | DNP  |
| Open Championship | T43  | DNP  | T57  | DNP  | T8   | T45  | DNP  | CUT  | DNP  | DNP  | T23  | T54  | DNP  | CUT  |
| PGA Championship  | CUT  | CUT  | 54   | DNP  | CUT  | DNP  | T47  | CUT  | T24  | DNP  | T3   | CUT  | DNP  | T75  |

DNP = nicht teilgenommen

CUT = Cut nicht geschafft

„T“ geteilte Platzierung

Grüner Hintergrund für Siege

Gelber Hintergrund für Top 10